# Chiesa di Nostra Signora degli Angeli (Firenze)
La chiesa di Nostra Signora degli Angeli è un luogo di culto ortodosso (già cattolico) che si trova sul viale Amendola a Firenze.

## Storia
Presso piazza Beccaria fu costruita una chiesa in stile neogotico dedicata alla Vergine, assai semplice nelle sue linee esterne e nel suo arredo interno. Fondata dai monaci camaldolesi, fu retta da loro fino al 1938 quando passò all'arcidiocesi di Firenze; affidata alla parrocchia della Sacra Famiglia, oggi è sede della Chiesa ortodossa rumena di Firenze e della parrocchia ortodossa romena "Ascensione del Signore".

## Descrizione
All'interno, ad una navata col tetto a capriate, sono state collocate quattro vetrate della ditta Polloni (1998). Nell'abside con cantorie e balaustre in pietra serena, a fianco dell'altare, San Zanobi e Sant'Antonino, opere entrambe di Alfredo Cifariello (1997), autore anche della Via Crucis. A fianco dell'ingresso, due statue lignee di Vincenzo Musner raffiguranti la Madonna col Bambino e Gesù Crocifisso.

Il portale
Interno